# Archispirostreptus phillipsii
Archispirostreptus phillipsii är en mångfotingart som beskrevs av Pocock 1896. Archispirostreptus phillipsii ingår i släktet Archispirostreptus och familjen Spirostreptidae. Inga underarter finns listade i Catalogue of Life.